# Marilynne Robinson

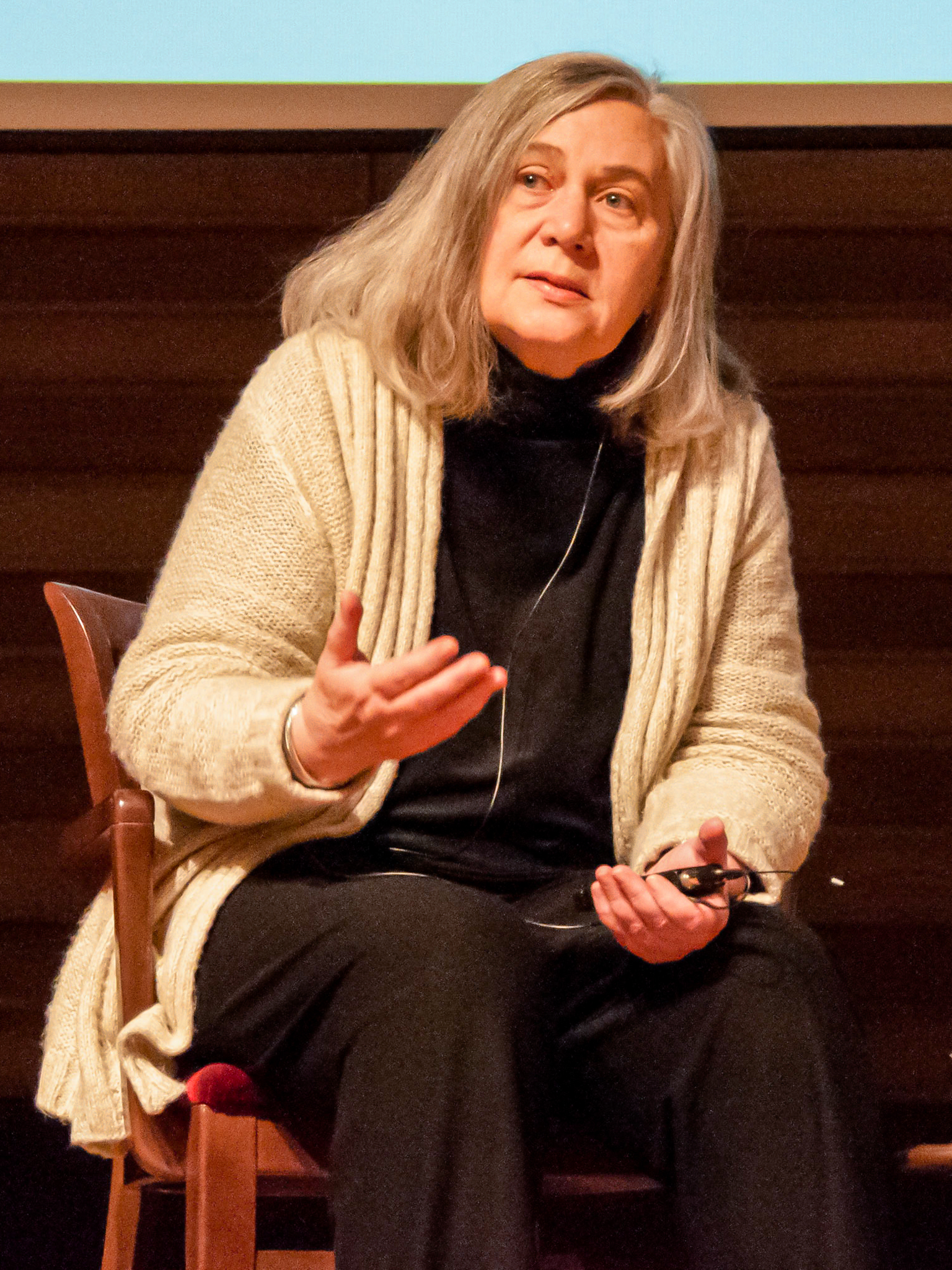
Marilynne Robinson 2012

Marilynne Robinson (ur. 26 listopada 1943 w Sandpoint, Idaho) – amerykańska pisarka.
Zdobyła doktorat w anglistyce na Uniwersytecie Waszyngtońskim w Seattle w 1977. W 1980 wydała swoją znaną powieść Housekeeping (Dom nad jeziorem smutku, 2014), a dopiero po 24 latach następną, Gilead (nagroda Pulitzera, 2005, wyd pol. 2006).
Pisze artykuły, recenzje, uczy na uniwersytetach.
Powieść Housekeeping opowiada o dwóch siostrach dorastających w Idaho. W 1987 została sfilmowana (w roli głównej Christine Lahti).